# Knud Rasmussen

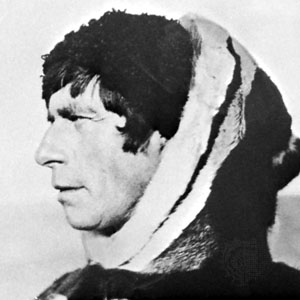
Knud Rasmussen

Knud Johan Victor Rasmussen, cunoscut mai ale ca Knud Rasmussen (n. 7 iunie 1879 - d. 21 decembrie 1933) a fost explorator polar, antropolog și etnolog danez.

## Expediții
În 1910 pune bazele orașului Thule, în nordul Golfului Melville, cu scopul de a realiza un centru comercial pentru populația locală, o fundație având menirea de a ridica nivelul material, cultural și spiritual al eschimoșilor și o bază de expediții în regiunile polare.
De aici, Rasmussen a organizat celebrele expediții Thule, în număr de șapte care au contribuit foarte mult la cunoașterea Groenlandei și Arcticii americane (1911-1933).
În 1912 reușește să traverseze, împreună cu Peter Freuchen, Groenlanda, în extremitatea sa nordică, de la Thule la fiordurile Danmarks și Independence, stabilind un record de viteză (cei 1 230 km. au fost străbătuți cu 65km./zi) și demonstrând că nu există nici un canal între Țara (peninsula) Peary și insula Groenlanda.
În anii 1916-1918 explorează marile fiorduri de pe coasta nordică a Groenlandei, iar în 1919 face cercetări etnografice pe insula Angmagssalik de pe coasta de Sud-Est a marii insule.
În perioada 1921-1924 Rasmussen organizează și conduce cea de-a cincea expediție Thule , considerată ca cea mai mare călătorie din istoria Arcticii în sănii trase de câini, prilej cu care vizitează și studiază toate grupurile de eschimoși din Groenlanda până la strâmtoarea Bering.
Pleacă (7 septembrie 1921) din Upernavik, de pe coasta vestică a Groenlandei, împreună cu cartograful Peter Freuchen, arheologul Therkel Mathiassen, etnologul Kaj Birket-Smith și alții. Străbate strâmtoarea și golful Hudson, prima iernare realizând-o la vest de acesta, unde trăiește în mijlocul eschimoșilor caribu, a căror viață era legată de migrațiile renilor, care nu cunoșteau pescuitul și nu foloseau focul.